# Willy van der Putt
Willy Slegers-van der Putt (Eindhoven, 19 de enero de 1925 - 1997), fue una escultora de los Países Bajos. Se formó en la Academia de las Bellas Artes de Ámsterdam. Fue esposa del artista neerlandés Toon Slegers.

## Obras (selección)[1]
- Het vrijheidsbeeldje (?) - Heuvel, Geldrop.
- Het zittend meisje (?) - Eversveld, Geldrop.
- Sint Franciscus (1954) - Jan van Riebeecklaan (Basisschool St. Franciscus), Eindhoven.
- Mandwerkend meisje (1955) - Jacob van Maerlantlaan (Binnentuin Pleincollege van Maerlant), Eindhoven.
- Spelende kinderen (1958) - Antony van Leeuwenhoeklaan, Eindhoven.
- Lezende meisjes (1963) - Julianapark, Venlo.
- Lezende meisjes (1969) - De Heerewaerde (Prinses Amaliaschool), Boxtel.
- Gildebroeder (1976) - Rijt, Luyksgestel.
- Zwaan kleeft aan (1983) - Witrijtseweg (Buurthuis 't Sant), Weebosch.
- Vendelier (1986) - Limburglaan, Eindhoven.
- 't Hermenieke van Bergeijk (1987) - Molenakkers-Hof, Bergeijk.
- De Buitengaanders (1988-1996) - Mgr. Biermansplein, Westerhoven.
- Boerke van Balkum (1993) - Mercuriusplein, Berlicum.
- Ontmoeting (1994) - Kerkplein (St. Gerardus), Weebosch.